# قرار الجمعية العامة للأمم المتحدة 500
قرار الجمعية العامة للأمم المتحدة 500 المعتمد في 18 مايو 1951، أوصى بفرض حظر تجاري على جمهورية الصين الشعبية وكوريا الشمالية، ردًا على تدخل القوات الصينية في الحرب الكورية.

## خلفية
في أواخر عام 1950، عبر مئات الآلاف من القوات الصينية الحدود لمساعدة قوات كوريا الشمالية في محاربة التحالف الذي تقوده الولايات المتحدة وكوريا الجنوبية.
في 1 فبراير 1951، صدر قرار الجمعية العامة للأمم المتحدة 498، الذي أدين عدوان جمهورية الصين الشعبية. وأعقب ذلك التقرير A/1802 للجنة الأولى للجمعية العامة للأمم المتحدة، الذي تضمن مشروع القرار الذي نظرت فيه الجمعية العامة في جلستها العامة رقم 330 في 18 مايو 1951؛ تم تمرير القرار بأغلبية 47 صوتًا مع امتناع 8 دول عن التصويت وعدم تصويت 5 دول.

## القرار
أوصى القرار بأن تفرض جميع الدول حظرا تجاريا للأسلحة والذخائر والأدوات الحربية، وكذلك وسائل إنتاجها، إلى جانب مواد الطاقة الذرية والبترول والنقل ذي القيمة الاستراتيجية، إلى المناطق الواقعة تحت سيطرة الحكومة الشعبية المركزية لجمهورية الصين الشعبية وحكومة كوريا الشمالية.

## التصويت
مع
- الأرجنتين
- أستراليا
- بلجيكا
- بوليفيا
- البرازيل
- كندا
- تشيلي
- الصين
- كولومبيا
- كوستاريكا
- كوبا
- الدنمارك
- جمهورية الدومينيكان
- إكوادور
- السلفادور
- إثيوبيا
- فرنسا
- اليونان
- غواتيمالا
- هايتي
- هندوراس
- آيسلندا
- الدولة البهلوية
- العراق
- إسرائيل
- لبنان
- ليبيريا
- لوكسمبورغ
- المكسيك
- هولندا
- نيوزيلندا
- نيكاراغوا
- النرويج
- بنما
- باراغواي
- بيرو
- الفلبين
- السعودية
- تايلاند
- تركيا
- اتحاد جنوب أفريقيا
- المملكة المتحدة لبريطانيا العظمى وأيرلندا الشمالية
- الولايات المتحدة الأمريكية
- الأوروغواي
- فنزويلا
- اليمن
- يوغسلافيا

ضد
- لا أحد

امتناع
- أفغانستان
- بورما
- مصر
- إندونيسيا
- الهند
- باكستان
- السويد
- سوريا

لم يصوت
- بيلاروسيا
- تشيكوسلوفاكيا
- بولندا
- أوكرانيا
- الاتحاد السوفييتي

## ما بعد القرار
أجبر الحظر التجاري المفروض بموجب القرار جمهورية الصين الشعبية على الاعتماد على المساعدات الاقتصادية من الكتلة الشرقية، ثم على الاكتفاء الذاتي الاقتصادي لاحقًا. في غضون ذلك، أجبر الحظر مستعمرة هونغ كونغ البريطانية آنذاك على تحويل اقتصادها، من مركز تجاري بين الصين والغرب، إلى مصدر للسلع المصنعة محليًا.
بعد اتفاقية الهدنة الكورية في عام 1953، رفعت الدول تدريجياً الحظر التجاري المفروض على جمهورية الصين الشعبية؛ بالنسبة للولايات المتحدة، أعلن الرئيس ريتشارد نيكسون رفع الحظر في عام 1971.